# 小行星5613
小行星5613（5613 Donskoj）是一颗绕太阳运转的小行星，为主小行星带小行星。该小行星于1976年12月16日发现。

## 轨道参数
小行星5613的轨道半长轴为3.1196324 UA，离心率为0.167。